# Tocats pel foc
Tocats pel foc és una pel·lícula catalana en català de l'any 2020 dirigida i escrita per Santiago Lapeira, basada en la novel·la homònima de Manuel de Pedrolo de 1976. La pel·lícula fou produïda per Impulsafilm, Zabriskie Films i TV3, i es va estrenar comercialment el 23 de juny de 2021 a Catalunya. La pel·lícula és protagonitzada per Sergi Cervera, Mireia Oriol, Jordi Cadellans, Belén Fabra i Nil Cardoner.

## Argument
L'obra està ambientada en un context de la perifèria de Barcelona de l'any 1959, on es produeix l'arribada d'una personatge misteriós que conviurà durant uns dies amb una família en una barraca. Des de la seva arribada, la quotidianitat es veu alterada pels debats sobre tres pilars de vida, en cap cas qüestionats fins al moment: la propietat, la llibertat i la dignitat.

## Equip tècnic
- Guió i direcció: Santi Lapeira
- Producció executiva: Carles Torras i Santi Lapeira
- Cap de producció: Joan Barjau
- Directora de producció: Heidi Quint
- Producció executiva TV3: Oriol Sala-Patau i Esther Dueñas
- Producció delegada: Sergio Adrià
- Direcció de fotografia: Juan Sebastián Vasquez
- Direcció d'art: Tania Gabrielli
- So: Guillem Lira
- Muntatge: Emanuele Tiziani
- Música: Pedro Pardo
- Vestuari: Teresa Sánchez[3]

## Palmarès
| Premi        | Edició     | Any  | Categoria                         | Resultat |
| ------------ | ---------- | ---- | --------------------------------- | -------- |
| Premis Gaudí | 14a edició | 2022 | Millor pel·lícula per a televisió | Nominat  |